# Klaus Volk
Klaus Volk (* 29. April 1944 in Coburg) ist ein deutscher Rechtswissenschaftler, Professor und Strafverteidiger.

## Leben
Nach dem Studium an der LMU München von 1963 bis 1968 war Volk wissenschaftlicher Assistent seines Doktorvaters Paul Bockelmann. Volk wurde 1970 auf Grund einer Arbeit über Rechtsphilosophie im frühen 20. Jahrhundert in München promoviert. 1972 legte er das Assessorexamen ab. 1977 folgte die Habilitation in den Fächern Strafrecht, Strafprozessrecht, Kriminologie und Rechtstheorie.
Nach Stationen in Erlangen und Konstanz nahm er 1980 den Ruf auf den Lehrstuhl für Strafrecht, Wirtschaftsstrafrecht und Strafprozessrecht an der LMU München an. Dort war er 1989/90 zudem Dekan der Juristischen Fakultät. 2003 verlieh ihm die italienische Universität Urbino die Ehrendoktorwürde.

## Tätigkeit
Die Schwerpunkte von Volks wissenschaftlicher Arbeit lagen vornehmlich auf der Erforschung des nationalen und internationalen Wirtschaftsstrafrechts sowie dem Strafprozessrecht. Öffentliche Aufmerksamkeit fand seine Tätigkeit unter anderem als Strafverteidiger Josef Ackermanns im Mannesmann-Prozess (2004 bis 2006), im Steuerstrafverfahren gegen Boris Becker (2002/03) und im Prozess gegen Joachim Zahn.

## Schriften (Auswahl)
- Strafrecht – Allgemeiner Teil, 4. Auflage München 1987 (zusammen mit Paul Bockelmann).
- Strafprozessrecht, 7. Auflage München 2010, ISBN 978-3-406-60056-2.
- Das Wirtschaftsstrafrecht im Rechtssystem, in: Münchener Anwaltshandbuch, Verteidigung in Wirtschafts- und Steuerstrafsachen, München 2006, ISBN 3-406-54532-7.
- Die Wahrheit vor Gericht. Wie sie gefunden und geschunden, erkämpft und erkauft wird, Bertelsmann 2016, ISBN 978-3-570-10259-6.